# 南特大学
南特大学（法語：Nantes Université），是法国南特的一所公立综合性大学，它的前身是布列塔尼公爵弗朗索瓦二世1460年设立的布列塔尼公爵大学。

旧Logo

## 历史
现在的南特大学成立于1961年，由当时的总理米歇尔·德勃雷奠基。

## 院系设置
- 法律政治学院
- 文学语言学院
- 历史考古学院
- 心理学院
- 社会学学院
- 外国语言文化学院
- 科学技术学院
- 体育学院
- 医学院
- 药物生物学学院
- 口腔医学院
- IPAG
- 南特 IAE
- 南特大学地理及区域治理学院
- 对外法语学院
- 南特大学综合理工学校
- 南特大学技术学院
- 圣纳泽尔大学技术学院
- 永河畔拉罗什大学技术学院
- 班特大西洋宇宙科学观测台
- 高等教育教师学校

### 成员学校
- 南特国立高等建筑学校
- 南特美术学院
- 南特中央理工学院

## 外部連結
- 官方网站 （法文）